# Van Hool A24
De Van Hool A24 was een type bus van de Belgische fabrikant Van Hool en is de opvolger van de Van Hool AGG300. Dit type bus heeft twee verschillende aandrijvingen, namelijk elektrisch (A24 Batterij) en trolleybus (A24 Trolley). Na de faillissement van Van Hool in 2024 en de overname door VDL Bus & Coach ging de A24 uit productie.

## Uitvoeringen
| Typeaanduiding         | A24 Batterij        | A24 Trolley         |
| ---------------------- | ------------------- | ------------------- |
| Bouwjaren              | 2022-2024           | 2022-2024           |
| Carrosserie            | Van Hool            | Van Hool            |
| Totale lengte          | 24 705 mm           | 24 705 mm           |
| Totale breedte         | 2 550 mm            | 2 550 mm            |
| Totale hoogte          | 3 400 mm            | 3 400 mm            |
| Wielbasis              | 5 790 mm + 6 510 mm | 5 790 mm + 6 510 mm |
| Vooroverbouw           | 2 825 mm            | 2 825 mm            |
| Achteroverbouw         | 3 610 mm            | 3 610 mm            |
| Instaphoogte           | 320 tot 340 mm      | 320 tot 340 mm      |
| Staphoogte             | 2 300 mm            | 2 300 mm            |
| Max aantal zitplaatsen | 65                  | 65                  |